# ویگلند
ویگلند (به انگلیسی: Wigland) یک روستا و محله مدنی در بریتانیا است که در چشر غربی و چستر واقع شده‌است. ویگلند ۱۸۲ نفر جمعیت دارد.